# Окаванго
Окаванго (или Каванго) је око 1.700 km дуга ријека у јужној Африци.

## Ток
Окаванго извире на висоравни Бије (Bihé) у централној Анголи (у том подручју носи назив Кубанго), и тече не према океану, него према сувој и пустињској унутрашњости Боцване.
У свом току, од извора тече на југ, према граници са Намибијом. Тек у средњем дијелу тока стиче назив Окаванго и својим током гради границу Анголе и Намибије.
Након протока кроз уски регион Намибије Каприви (Caprivi), Окаванго скреће према Андари гдје прави Попа (водопад) (Popa-Falls). После Андаре одваја један дио воде у каналски систем за тамошњу хидроелектрану, изграђену 80-их година 20. вијека.
Убрзо улази у сјеверозападну Боцвану, подручје површине 15.000 km², са многобројним мочварама и пјешчарама. Тај регион се налази на рубу пустиње Калахари и због богатства флоре и фауне, у њему постоји више природних резервата, као нпр. Мореми (Moremi Wildlife Reserve). У свом средњем току, Окаванго насељавају крокодили и нилски коњи.
Најважнија притока је око 1000 km дуги Куито.

## Количина воде
Због суве климе зими, вода Окаванга стиже до делте тек са вишемјесечним закашњењем, тек када је притисак бујица у кишном периоду потисне на југ. Због тога, је Окаванго у свом средњем и доњем току, често сличан мањој ријеци или потоку а понекад његово корито потпуно пресуши. Годишњи просјек количине воде коју Окаванго донесе у своју делту, износи око 10 милијарди m³.

## Дужина
Подаци о дужини Окаванга варирају дјелимично због различитих извора из којих потичу али главни разлог су временски услови и промјена корита, који егзактно мјерење чине немогућим. Довољно је значи рећи да је Окаванго дуг између 1.600 и 1.800 km односно око 1.700 km. Нетачним мјерењима доприноси и дјелимично раздвајање Окаванга на више рјечица које се, зависно од годишњег доба поново спајају или потпуно нестају у мочварама или пустињи. У кишном периоду једна таква рјечица се улива у језеро Нгами.

## Слив Окаванга
Укупан слив окаванга заузима површину од око 721.258 km².